# 魚雷艇4号
魚雷艇4号（ローマ字：PT No.4, PT-804、YAS-53）は、海上自衛隊の魚雷艇。3号型魚雷艇の2番艇。

## 艦歴
「魚雷艇4号」は、昭和28年度計画丙型駆潜艇804号艇として、三菱造船下関造船所で1955年5月11日に起工され、1956年1月17日進水、1956年12月18日に就役し、横須賀地方隊に編入された。
1957年5月1日、横須賀地方隊横須賀基地警防隊隷下の第1魚雷艇隊に編入。
1958年3月16日、横須賀基地警防隊隷下に新編された第2魚雷艇隊に「魚雷艇3号」、「魚雷艇7号」、「魚雷艇8号」とともに編入された。
1959年6月1日、第2魚雷艇隊が横須賀防備隊隷下に編成替え。
1961年9月1日、第2魚雷艇隊が呉地方隊隷下に編成替え。
1971年3月31日、特務船に種別変更され、船名が特務船53号（YAS-53）に改称。
1973年3月31日、除籍。